# Братерское
Братерское (укр. Братерське) — село в Компанеевской поселковой общине Кропивницкого района Кировоградской области Украины.
До 2020 года входило в Компанеевский район
Население по переписи 2001 года составляло 241 человек. Почтовый индекс — 28415. Телефонный код — 5240. Код КОАТУУ — 3522885902.